# Gaudiose l'Africain
Gaudiose l'Africain ou Gaudiose de Naples (en latin Gaudiosus), mort le 27 octobre 455 à Naples, est un évêque nord-africain d'origine berbère reconnu comme saint par l'Église catholique.

## Hagiographie
Septimus Cœlius Gaudiosus naît à Abitène (Abitinia) près de Carthage dans la province romaine d'Afrique (aujourd'hui en Tunisie). Rien n'est connu de sa jeunesse, mais il est évêque d'Abitinia au moment de l'invasion des Vandales en 439.
Le chef des Vandales, Genséric, le retient prisonnier lui proposant de demeurer évêque d'Abitinia, à la condition d'adhérer à l'arianisme. Gaudiose refuse et se voit donc embarquer sur un vieux bateau sans voiles, ni rames, en compagnie du clergé local et de saint Quodvultdeus, évêque de Carthage. Heureusement, le vieux navire parvient à traverser la mer Tyrrhénienne et à atteindre Naples.
Gaudiose s'établit sur la colline de Capodimonte en dehors de la cité parthénopéenne à l'emplacement actuel du quartier appelé rione Sanità. Avec ses compagnons, il fonde un monastère suivant la règle de saint Augustin, encore inconnue en Italie.
La tradition lui attribue la translation des reliques de sainte Restitude, également Carthaginoise d'origine berbère, qui sont installées en l'église du même nom, aujourd'hui chapelle basilicale intégrée à la cathédrale de Naples.
Il meurt le 27 octobre 455 à Naples.

## Culte
Le Martyrologe romain fixe sa mémoire liturgique le 27 octobre. Il est inhumé dans un cimetière, appelé depuis catacombe di San Gaudioso, se trouvant aujourd'hui dans la crypte de la basilique Santa Maria della Sanità, construite entre 1602 et 1613.

## Source
- (it) Cet article est partiellement ou en totalité issu de l’article de Wikipédia en italien intitulé « Gaudioso di Napoli » (voir la liste des auteurs).